# Mistrzostwa Islandii w Skokach Narciarskich i Kombinacji Norweskiej 1993
Mistrzostwa Islandii w Skokach Narciarskich i Kombinacji Norweskiej 1993 – zawody, które wyłoniły najlepszych skoczków narciarskich i kombinatorów norweskich w Islandii w roku 1993. Rozegrano zawody jedynie w kategorii seniorów; odbyły się one na początku kwietnia 1993 roku.
Obrońcą tytułu sprzed roku, był Ólafur Björnsson, który zdobył tytuł mistrza Islandii zarówno w skokach narciarskich jak i kombinacji norweskiej.
Medale przyznawano w skokach narciarskich i kombinacji norweskiej. W konkursie skoków uczestniczyło sześciu zawodników. Najlepszy okazał się Ólafur Björnsson, który zwyciężył po skokach na: 38, 41, 40 i 44 m. Na kolejnych miejscach uplasowali się Guðmundur Konráðsson i Magnús Þorgeirsson. W biegu na 10 km techniką Gundersena, wystartowało tylko czterech zawodników. Björnsson okazał się zdecydowanie najlepszy; przeszło 5 minut później, na metę przybiegł Björn Þór Ólafsson, zaś za nim Sigurður Sigurgeirsson. Ostatni na metę przybiegł Guðmundur Konráðsson. Wszyscy uczestnicy mistrzostw pochodzili z miejscowości Ólafsfjörður.
Zawody w skokach narciarskich rozegrano na skoczni w miejscowości Akureyri.

## Wyniki

### Skoki narciarskie
| Miejsce | Zawodnik               | Skok 1 | Skok 2 | Skok 3 | Skok 4 | Nota  |
| ------- | ---------------------- | ------ | ------ | ------ | ------ | ----- |
| 1.      | Ólafur Björnsson       | 38     | 41     | 40     | 44     | 195,8 |
| 2.      | Guðmundur Konráðsson   | 40     | 39     | 38     | 43     | 188,2 |
| 3.      | Magnús Þorgeirsson     | 38     | 39     | 38     | 40     | 178,6 |
| 4.      | Randver Sigurðsson     | 37     | 39     | 37     | 38     | 174,8 |
| 5.      | Sigurður Sigurgeirsson | 38     | 42     | 36     | 37     | 174,5 |
| 6.      | Björn Þór Ólafsson     | 37     | 39     | 36     | 38     | 169,0 |

### Kombinacja norweska
| Miejsce | Zawodnik               | Czas  |
| ------- | ---------------------- | ----- |
| 1.      | Ólafur Björnsson       | 31,39 |
| 2.      | Björn Þór Ólafsson     | 37,00 |
| 3.      | Sigurður Sigurgeirsson | 38,47 |
| 4.      | Guðmundur Konráðsson   | 41,20 |